# Eduard van Gelre
Eduard van Gelre (12 maart 1336 — Baesweiler, 24 augustus 1371) was de jongste zoon uit het tweede huwelijk van hertog Reinoud II van Gelre met Eleonora van Engeland. Hij overleed ongehuwd en is begraven in het Klooster 's-Gravendaal.

## Levensloop
Eduard of Edward werd vernoemd naar zijn oom Eduard III van Engeland. Na de dood van zijn vader Reinoud II van Gelre en zeker na 1350 begon de Gelderse Broederstrijd tussen Edward en zijn oudere broer Reinoud III van Gelre. Eduard had daarbij de steun van de Van Bronkhorsten een belangrijke patroon in de Gelre'se ridderschap. In 1352 kreeg hij Roermond en de heerlijkheid Kessel van zijn broer na een verzoensverdrag. In 1354 (of 1556) ging hij met zijn broer Reinoud en de "vrije boeren" van de Veluwe de confrontatie aan met de Slag op de Vrijenberg, ondanks het kleine leger van Eduard wonnen ze deze veldslag. Hij won de Slag bij Tiel in 1361 tegen zijn broer, zette hem gevangen, en werd zelf hertog van Gelre 1361-1371. Gedurende zijn regeerperiode was hij in oorlog met de Van Heeckerens en met de graaf van Kleef.
Gelderse en Gulikse troepen leverden op 22 augustus 1371 strijd tegen de Brabanders bij Baesweiler. De Brabanders verloren, hertog Wenceslaus van Brabant, werd gevangengenomen, maar Eduard werd bij de veldslag zelf dodelijk verwond, mogelijk vermoord door een pijl, door iemand uit zijn eigen gevolg afgeschoten (verdacht wordt Herman Leers van Hees). Hij overleed twee dagen later.
Zijn broer Reinoud volgde hem op maar overleed nog datzelfde jaar. De onverwachte dood van Eduard en zijn broer Reinoud, die beiden slechts bastaardkinderen nalieten, veroorzaakte de eerste Gelderse Successieoorlog. In 1372 werd zijn minderjarige neef (oomzegger) Willem van Gulik beleend met Gelre. De voogdij kwam aan diens vader hertog Willem II/VII van van Gulik. Vanaf zijn volwassenheid regeerde hij als hertog Willem I van Gelre.
Eduard was sinds 1368 verloofd met Catharina van Beieren, een dochter van de Hollandse graaf Albrecht van Beieren. De huwelijkse voorwaarden waren door de ridderschap en steden mede bezegeld. Toen Eduard in 1371 sneuvelde was het huwelijk nog niet voltrokken. Op 14 februari 1372 verbonden zijn halfzuster Maria en haar echtgenoot de hertog van Gulik zich ertoe de huwelijkse voorwaarden na te komen ten behoeve van hun zoon Willem. Op 18 september 1379 trouwde Catharina met hun zoon, de inmiddels hertog Willem I van Gelre.

## Nakomelingen
Van Eduard zijn de volgende bastaardkinderen bekend:
- Johan bastaard van Gelre, pastoor van Botselaer
- een dochter die voor 1371 huwde met een lid van het geslacht van Coevorden
- Eén of meer kinderen van Jutken van Wijck

## Voorouders
| Voorouders van Eduard van Gelre | Voorouders van Eduard van Gelre                                        | Voorouders van Eduard van Gelre                                        | Voorouders van Eduard van Gelre                                             | Voorouders van Eduard van Gelre                                             | Voorouders van Eduard van Gelre                                              | Voorouders van Eduard van Gelre                                              | Voorouders van Eduard van Gelre                                              | Voorouders van Eduard van Gelre                                              |
| ------------------------------- | ---------------------------------------------------------------------- | ---------------------------------------------------------------------- | --------------------------------------------------------------------------- | --------------------------------------------------------------------------- | ---------------------------------------------------------------------------- | ---------------------------------------------------------------------------- | ---------------------------------------------------------------------------- | ---------------------------------------------------------------------------- |
| Overgrootouders                 | Otto II 'De Lamme' (1215-1271) ∞ 1240 Margaretha van Kleef (-1251)     | Otto II 'De Lamme' (1215-1271) ∞ 1240 Margaretha van Kleef (-1251)     | Gwijde van Dampierre (±1226-1305) ∞ 1265 Isabella van Luxemburg (1247-1298) | Gwijde van Dampierre (±1226-1305) ∞ 1265 Isabella van Luxemburg (1247-1298) | Eduard I van Engeland (1239-1307) ∞ 1254 Eleonora van Castilië (1241-1290)   | Eduard I van Engeland (1239-1307) ∞ 1254 Eleonora van Castilië (1241-1290)   | Filips IV van Frankrijk (1268-1314) ∞ 1284 Johanna I van Navarra (1273-1305) | Filips IV van Frankrijk (1268-1314) ∞ 1284 Johanna I van Navarra (1273-1305) |
| Grootouders                     | Reinoud I van Gelre (1255-1326) ∞ Margaretha van Dampierre (1272-1331) | Reinoud I van Gelre (1255-1326) ∞ Margaretha van Dampierre (1272-1331) | Reinoud I van Gelre (1255-1326) ∞ Margaretha van Dampierre (1272-1331)      | Reinoud I van Gelre (1255-1326) ∞ Margaretha van Dampierre (1272-1331)      | Eduard II van Engeland (1284-1327) ∞ 1308 Isabella van Frankrijk (1292-1358) | Eduard II van Engeland (1284-1327) ∞ 1308 Isabella van Frankrijk (1292-1358) | Eduard II van Engeland (1284-1327) ∞ 1308 Isabella van Frankrijk (1292-1358) | Eduard II van Engeland (1284-1327) ∞ 1308 Isabella van Frankrijk (1292-1358) |
| Ouders                          | Reinoud II van Gelre (1295-1343) ∞ Eleonora van Engeland (1318-1355)   | Reinoud II van Gelre (1295-1343) ∞ Eleonora van Engeland (1318-1355)   | Reinoud II van Gelre (1295-1343) ∞ Eleonora van Engeland (1318-1355)        | Reinoud II van Gelre (1295-1343) ∞ Eleonora van Engeland (1318-1355)        | Reinoud II van Gelre (1295-1343) ∞ Eleonora van Engeland (1318-1355)         | Reinoud II van Gelre (1295-1343) ∞ Eleonora van Engeland (1318-1355)         | Reinoud II van Gelre (1295-1343) ∞ Eleonora van Engeland (1318-1355)         | Reinoud II van Gelre (1295-1343) ∞ Eleonora van Engeland (1318-1355)         |
| Eduard van Gelre (1336-1371)    |                                                                        |                                                                        |                                                                             |                                                                             |                                                                              |                                                                              |                                                                              |                                                                              |